# KM (schermoplano)
L'Ekranoplan KM è stato il primo e il più grande ekranoplano mai costruito. Si staccò dalla superficie acquatica per la prima volta nel 1966, e venne soprannominato Caspian Sea Monster dall'intelligence statunitense, nome che gli venne attribuito quando uno di questi velivoli venne avvistato da un satellite nel Mar Caspio.
Si trattava di un mezzo sperimentale, che doveva servire per sviluppare le tecnologie relative alla nuova tipologia di “mezzo di trasporto”.

## Storia

### Sviluppo
L'ambizioso programma KM (Korabl' Maket, letteralmente: modello di nave) fu lanciato in Unione Sovietica nel 1963. Lo scopo di questo programma top secret, che venne portato avanti nel Mar Caspio, era sviluppare un mezzo che avesse la velocità di un aereo e le capacità di trasporto di una nave. Il primo prototipo, il KM-1, “volò” per la prima volta nell'ottobre 1966.

### Impiego operativo
Il primo volo risale all'ottobre 1966, e la produzione totale ammonta a otto esemplari, che vennero costruiti tra il 1965 e il 1978. Tra loro presentano alcune differenze, in particolare per quanto riguarda la fusoliera, successivamente rinforzata in modo da permettere ai KM di operare anche in condizioni climatiche avverse.
L'attività sperimentale fu funestata da due incidenti. Il primo ebbe luogo nel 1969, mentre un esemplare avanzava a velocità di crociera nella nebbia. Il capitano perse il controllo, con il risultato di provocare lo schianto dello schermoplano e l'incendio dello stesso. Il secondo incidente risale al 1980, e fu causato da un errore del pilota.
Le esperienze condotte con questi esemplari sperimentali portarono alla realizzazione del primo schermoplano progettato per la produzione in serie, l'A-90 Orlyonok.

## Descrizione tecnica
I KM erano di dimensioni gigantesche; infatti, la lunghezza poteva variare dai 92 ai 106 metri, a seconda delle modifiche. La larghezza raggiungeva i 46 metri, e l'altezza degli enormi piani orizzontali di coda era di 22 metri. Il peso era nell'ordine delle 540 tonnellate.
La propulsione era assicurata da due reattori Dobrynin VD-7 collocati ai lati della deriva. Altri otto reattori dello stesso tipo servivano invece per il controllo aerodinamico, collocati  su un asse posto nei pressi della cabina, sulla fusoliera. I motori erano sistemati simmetricamente rispetto alla fusoliera, nel numero di quattro per parte.